# بریتانیکوس
بریتانیکوس (انگلیسی: Britannicus؛ ۱۲ فوریه میلادی ۴۱ – ۱۱ فوریه میلادی ۵۵ (سن ۱۳)) اهل روم باستان و پسر امپراتور روم کلودیوس و همسر سوم او مسالینا بود